# Arp 47
Arp 47 ist eine interagierendes Galaxienpaar im Sternbild Bärenhüter. Sie ist schätzungsweise 566 Millionen Lichtjahre von der Milchstraße entfernt. Halton Arp gliederte seinen Katalog ungewöhnlicher Galaxien nach rein morphologischen Kriterien in Gruppen. Diese Galaxie gehört zu der Klasse Spiralgalaxien mit einem Begleiter niedriger Flächenhelligkeit auf einem Arm.